# Denton Hills
Denton Hills är en kulle i Antarktis. Den ligger i Östantarktis. Nya Zeeland gör anspråk på området. Toppen på Denton Hills är 1 703 meter över havet, eller 906 meter över den omgivande terrängen. Bredden vid basen är 8,0 km.
Terrängen runt Denton Hills är kuperad åt sydväst, men åt nordost är den bergig. Trakten är obefolkad. Det finns inga samhällen i närheten. 